# Schandelose Schans

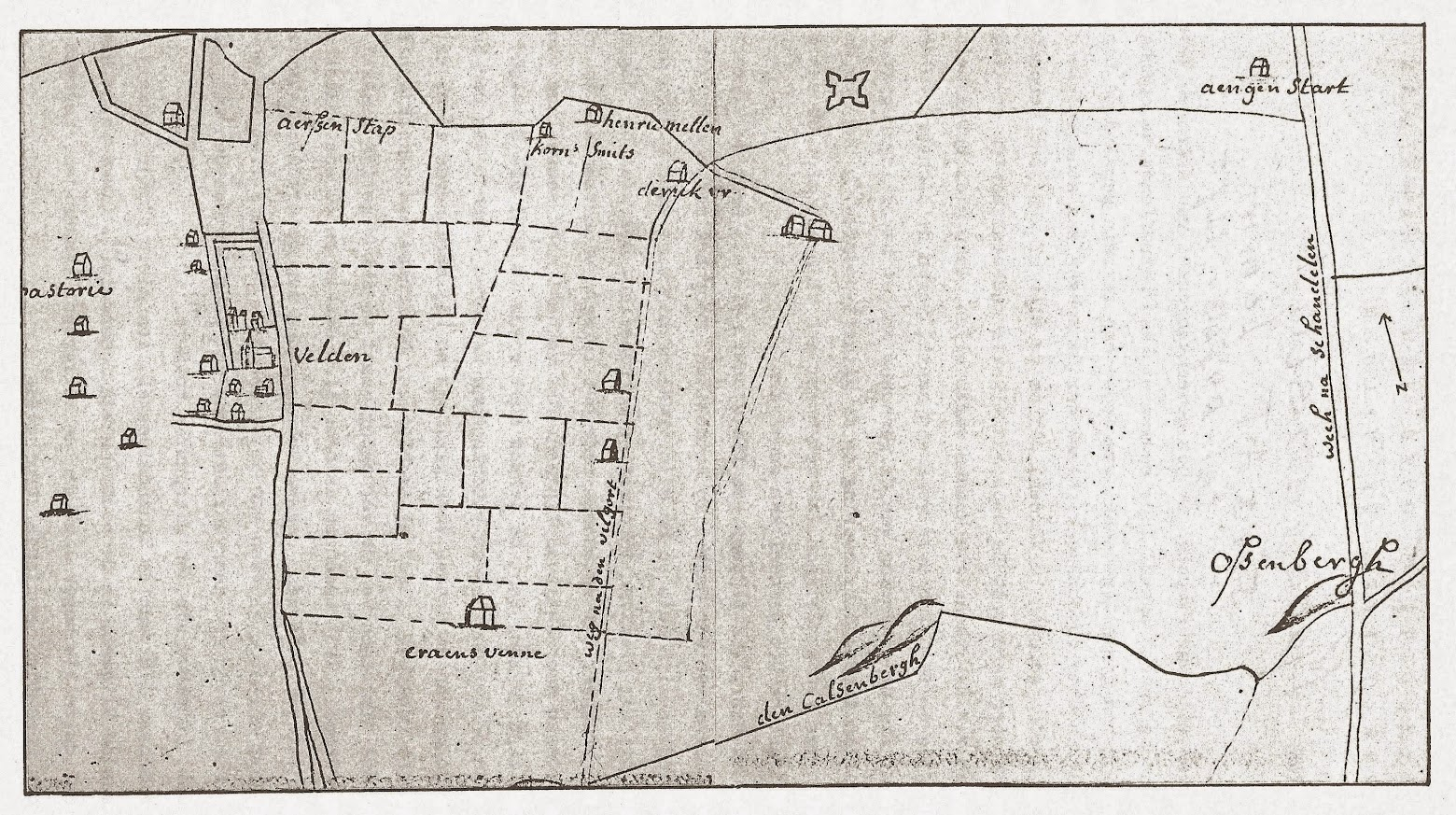
Bovenaan de Schandelose Schans op de kaart van de heerlijkheid Velden in 1650 (Straelen) uit 1773

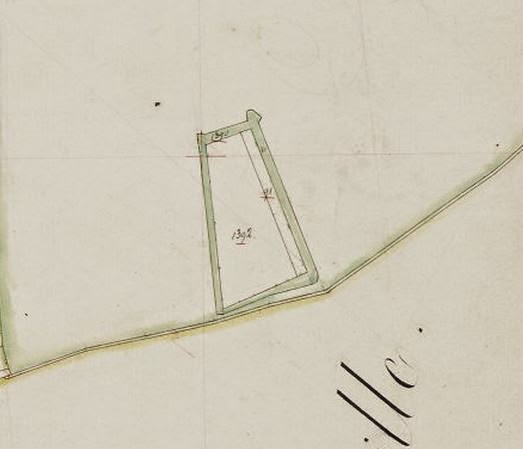
Schandelose Schans op het Oerkadaster van 1801-1822

De Schandelose Schans was een boerenschans in Schandelo in de gemeente Venlo in Nederlands Limburg. De schans lag ten zuidwesten van de plaats tussen Schandelo en Velden in de Schandelosche Broek aan de Schandeloseweg.

## Geschiedenis
Het jaar waarin de schans precies aangelegd werd is niet bekend. De eerste vermelding stamt uit 1650 toen de schans op een kaart van de heerlijkheid Arcen en Velden werd ingetekend als vierpuntig bolwerk met hoekbastions.
Vanaf 1731 werd het perceel om de vier of zes jaar aan personen die in Vilgert verpacht.
In 1981 werden er proefboringen verricht waaruit bleek dat de gracht vijf meter breed was.
In 1982 was nog steeds duidelijk te zien dat het perceel 80 tot 100 centimeter boven de omliggende omgeving uitstak. 

## Constructie
De schans had een oppervlakte van 80 are en op de hoeken bevonden zich hoekbastions. Rond de schans lag een watervoerende gracht van vijf meter breed die gevoed werd door de Schandelosche beek.